# 沙浦河 (融江)
沙浦河，位于中华人民共和国广西壮族自治区北部，是柳江融江段左岸支流，发源于融安县桥板乡古益村，西南流入柳城县境，经沙埔镇，至凤山镇江门村汇入融江。长74千米，流域面积695平方千米。